# Beinamar
Beinamar – miasto w Czadzie, w regionie Logone Occidental, departament Dodjé; 7445 mieszkańców (2005), położone ok. 380 km na południowy wschód od Ndżameny.